# Полуэктов, Николай Сергеевич
Николай Сергеевич Полуэктов (26 октября 1910, Одесса — 15 апреля 1986, Одесса) — украинский советский химик-аналитик, с марта 1972 года — академик АН УССР.

## Биография
Происходит из семьи учителя. В 1931 году закончил Одесский химико-фармацевтический институт по специальности фармакохимия.
С 1932 года был сотрудником Укргиредмету (Украинского филиала научно-исследовательского института редких металлов), впоследствии — Одесских лабораторий ИЗНХ УССР (сейчас — Физико-химический институт имени А. В. Богатского НАН Украины).
В июне 1941 года защитил кандидатскую диссертацию.
В 1941—1945 годах воевал на фронтах Великой Отечественной войны, закончил войну на должности начальника базовой лаборатории санитарно-эпидемиологического отряда 50-й армии Третьего Белорусского фронта.
После войны возглавляет одну из лабораторий Укргиредмету, где работал до 1958 года.
В 1955 году награждён Первой премией Президиума АН СССР за работы, связанные с применением радиоактивных изотопов.
1960 года в ГЕОХИ АН СССР защитил докторскую диссертацию.
В 1965 году ему присвоено ученое звание профессор.
В 1967 году становится член-корреспондентом АН УССР.
С апреля 1972 года — академик АН УССР.
С 1977 года работал в Физико-химическом институте.
Заведовал отделом физико-химических методов анализа до последнего дня жизни.
Похоронен на Новогородском (Таировском) кладбище Одессы.

## Научная работа
Занимался выработкой органических реактивов для фотометрического определения редких элементов — К — дипикриламин — 1933, В — Н-резорцин, и основные красители.
Одним из направлений исследований была пламенная фотометрия.
Разрабатывал теорию метода, аппаратурное оформление и методики определения щелочных, щелочноземельных и редкоземельных элементов (РЗЭ)
Исследовал радиоактивные изотопы для использования в контроле разделения циркония и гафния.
Первым испытывал метод холодного пара — при атомно-абсорбционном определении ртути — в 1963. Разработал и обосновал теорию метода, аппаратуры и методики анализа.
Проводил аналитическую химию лантанидов, изучил состав и устойчивость ряда комплексных соединений ионов лантанидов в растворах.
Разрабатывал люминесцентные, в частности с помощью кристаллофосфоров, и спектрофотометрические методы определения РЗЭ.
Исследовал использование для определения биологически активных веществ, в том числе лекарственных препаратов, сенсибилизированной люминесценции лантанидов.
Разрабатывал метод корреляционного анализа в химии лантанидов.
Наладил метод фотометрии, обучая химиков на новостройках Урала и Дальнего Востока.
В целом под его руководством разработано более 250 методов определения редких элементов.
Вышло более 900 его работ, из них 13 монографий.
Как педагог подготовил 7 докторов и 33 кандидата химических наук.
Зарегистрировано 10 патентов — в частности, в соавторстве «Методика определения тербия» — вместе с Мешковой С. Б., З. М. Топиловой, Г. И. Герасименко.
В сентябре 2010 года проведена международная конференция, посвященная столетию со дня рождения Полуэктова.